# Nebalia hessleri
Nebalia hessleri is een kreeftachtigensoort uit de familie van de Nebaliidae. De wetenschappelijke naam van de soort is voor het eerst geldig gepubliceerd in 1996 door Martin, Vetter & Cash-Clark.